# ساموئل آخموتی
ساموئل آخموتی (انگلیسی: Samuel Auchmuty؛ ۱۷۵۸ - ۱۸۲۲) فرد نظامی اهل بریتانیا بود. وی همچنین برندهٔ جوایزی همچون نشان حمام شده‌است.